# Stillebach
Der Stillebach (auch Stiller Bach, im Oberlauf Valmiurbach oder Falmiurbach, italienisch Rio Valmiur) ist ein 14,5 km langer rechter Zufluss des Inn im Oberen Gericht in Tirol. 
Sein Quellgebiet liegt westlich des Reschenpasses unterhalb des Jochbodenkopfs in der Sesvennagruppe. Vom Reschenpass aus fließt er nach Norden und überquert dabei die Grenze zwischen Süd- und Nordtirol bzw. Italien und Österreich, die hier, anders als im Großteil des übrigen Verlaufs, nicht mit der Wasserscheide zwischen Adria und Schwarzem Meer übereinstimmt. Er fließt durch das Hochtal um Nauders, durchfließt die Festung Nauders, passiert danach die steil abfallende Schlucht von Finstermünz und mündet anschließend in den Inn.